# Fredrik Spens
Fredrik Spens, född 1721, död 22 september 1795 i Kårtorp, var en svensk greve, militär och ämbetsman. Han tillhörde den yngre grenen av grevliga ätten Spens nr 54. Han innehade gårdarna Engelholms herrgård och Börstorp. Han bekostade uppförandet av Enåsa kyrka.

## Biografi
Spens skrevs in som student vid Uppsala universitet 12 december 1729. Två år senare, 1731, blev han volontär vid Kungl. Maj:ts Liv- och Hustrupper (livgardet) och han utnämndes 1735 till förare. År 1736 reste han utomlands och placerades som kadett vid regementet Royal suédois i Paris. Efter tre år återvände han hem och blev sergeant vid livgardet 1739. Spens utnämndes till fänrik 7 augusti 1740 och till löjtnant 12 april 1744. Spens kom sedan till 
Adelsfanan där han utnämndes till major 9 april 1747. Sex år senare, 10 maj 1753 placerades han vid Västgötadals regemente, där han fick majors avsked 27 september samma år. 18 juli 1771 inträdde han åter i tjänst med majors grad vid Västgötadals regemente. 16 juni 1786 utnämndes han till vice landshövding i Skaraborgs län, och 23 augusti samma år fick Spens landshövdings namn, heder och värdighet.

## Familj
Spens gifte sig 24 augusti 1747 med friherrinnan Ulrika Eleonora Falkenberg af Trystorp, född 28 augusti 1722 i Stockholm, död 27 januari 1789 i Börstorp. Hon var dotter till landshövdingen friherre Gabriel Falkenberg af Trystorp och grevinnan Beata Chatharina Ribbing, dotter till Conrad Ribbing.
I äktenskapet föddes fyra barn. Båda sönerna valde militära karriärer.
- Beata Charlotta, född 18 juli 1748, död 2 juli 1814 i Norra Lövåsen i Ullervads socken. Gift 14 augusti 1796 med kamreren Harald Brisman
- Ulrika Lovisa, född 2 december 1749, död 4 april 1825 i Arboga. Gift 27 februari 1783 med ryttmästaren friherre Carl Henrik Falkenberg af Trystorp, född 1744, död 1788. Han var son till Ulrika Lovisas mors syssling.
- Carl Gabriel, född 1751, död 1822
- Axel Fredrik, född 1752, död 1811

## Utmärkelser
- 28 april 1757: Riddare av Svärdsorden
- 29 augusti 1773: Kommendör av Vasaorden